# 深大寺
深大寺（じんだいじ）は、東京都調布市深大寺元町にある仏教寺院。天台宗別格本山で、山号は浮岳山。
日本三大だるま市の一つ「深大寺だるま市」で知られている。隣接する東京都立神代植物公園は旧寺領であった。

## 沿革
「深大寺」の名称は、仏法を求めて天竺（インド）へ旅した中国唐代の僧玄奘三蔵を守護したとされる水神「深沙大王」（じんじゃだいおう）に由来していると伝えられている。奈良時代の733年（天平5年）、満功上人が法相宗の寺院として開創したと伝える。東京都では浅草寺（同寺縁起によれば628年開基）に次ぐ古刹である。
平安時代の859年、天台宗へ改宗する。江戸時代の1646年と1865年に火災に遭い、堂宇の大半を失っている。現在の本堂は大正時代の再建である。
本尊は本堂に安置されている宝冠阿弥陀如来像。他に、元三大師（がんざんだいし）像を秘仏として祀る。元三大師は、鬼などに姿を変えて衆生を疫病から救う「鬼大師」とも呼ばれるため、深大寺の節分会豆まき式では「福は内」を発声するものの「鬼は外」を言わない。

## 文化財

### 国宝

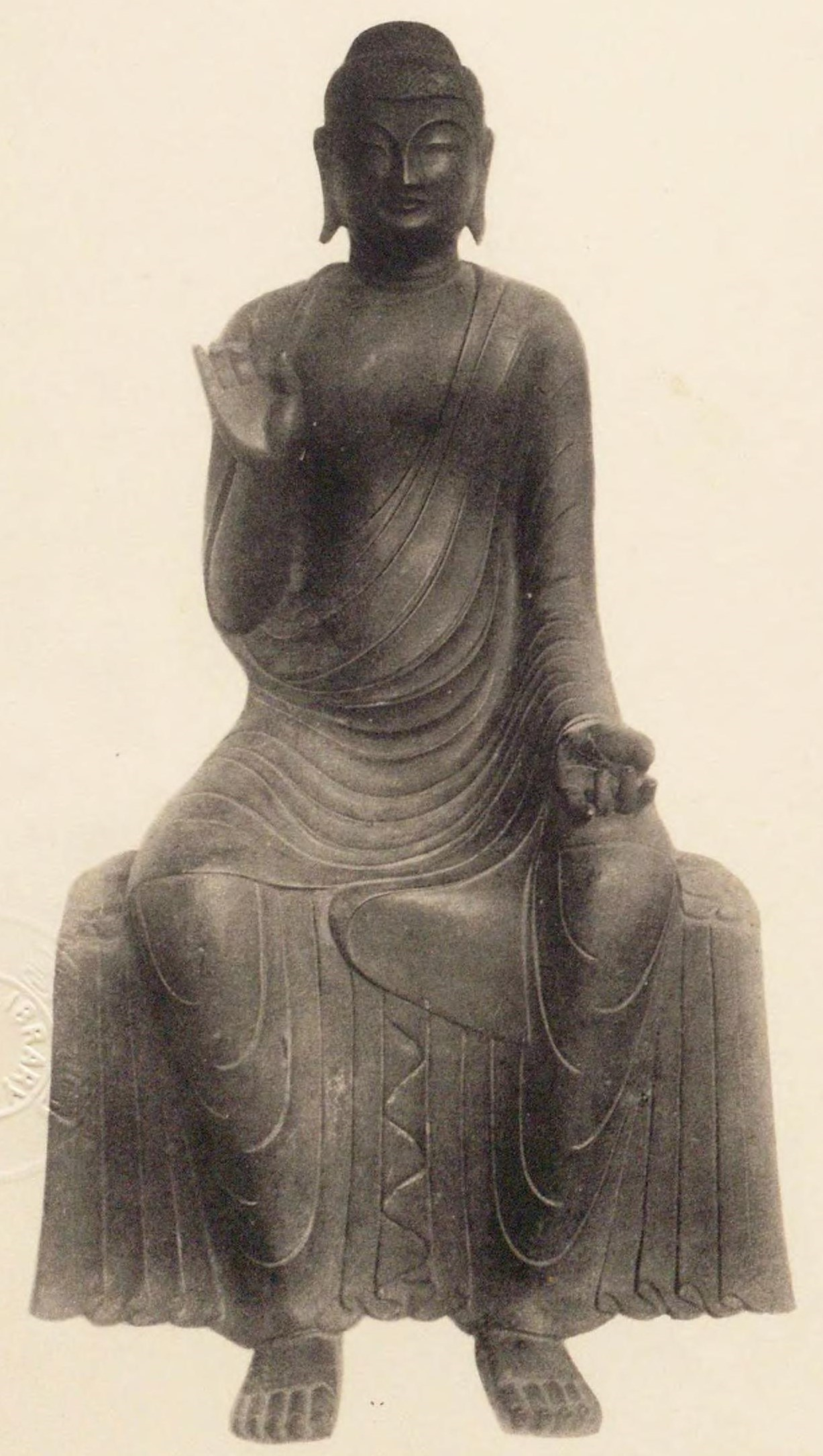
銅造釈迦如来倚像（国宝）

- 銅造釈迦如来倚像 - 1909年(明治42年）に元三大師堂の壇の下から発見されたもので、現在は釈迦堂に安置。飛鳥時代後期（白鳳時代）、7世紀の作。像高（坐高）60.6センチメートル (cm)、全高83.5 cm。関東地方には数少ない古代の仏像であり、童顔の面相、眉から鼻に連なる線、平行して流れる衣文、適度に張りつめた肉付けなどは、時代の特色を表している。下腿部の互い違いに表された衣文、両足間の三角状の衣文、裳裾部分の衣文の処理などはいずれも法隆寺の銅造観音菩薩立像（通称「夢違観音」）と共通する。像内は頭部内面まで空洞である。像は火災に遭っており、表面の鍍金はほとんど失われている。倚像（いぞう）は、椅子に腰掛けたポーズの像を指す。日本の仏像では倚像は比較的珍しいが、7 - 8世紀の金銅仏には作例を見る[8]。

本像は2017年（平成29年）9月15日付けで国宝に指定された。

### 重要文化財（国指定）
- 梵鐘 - 1376年（永和2年）、山城守宗光なる人物が鋳造した旨の銘があり、都内では3番目に古い。総高125.5 cm、口径68.8 cm、銅製。ひび割れなどの影響から、2001年8月15日に新しい梵鐘が鋳造され、元の梵鐘は釈迦堂に保管されている。

### 東京都指定文化財
- 木造慈恵大師坐像

### 調布市指定文化財
- 山門
- 深沙大王堂内宮殿
- 川鍋暁斎作「竜図」
- 川鍋暁斎作「絹本著色釈迦三尊十六善神像図」
- 木造毘沙門天立像
- 木造宝冠阿弥陀如来坐像
- 釈迦如来倚像厨子及び関連仏具
- 紺紙金字法華経開結共
- 中横合狼藉禁止の「朱印状」
- 武陽多麻郡浮岳山昌楽院深大寺縁起
- 元三大師参詣の「道標」
- 文明十六年銘胎蔵界大日板碑

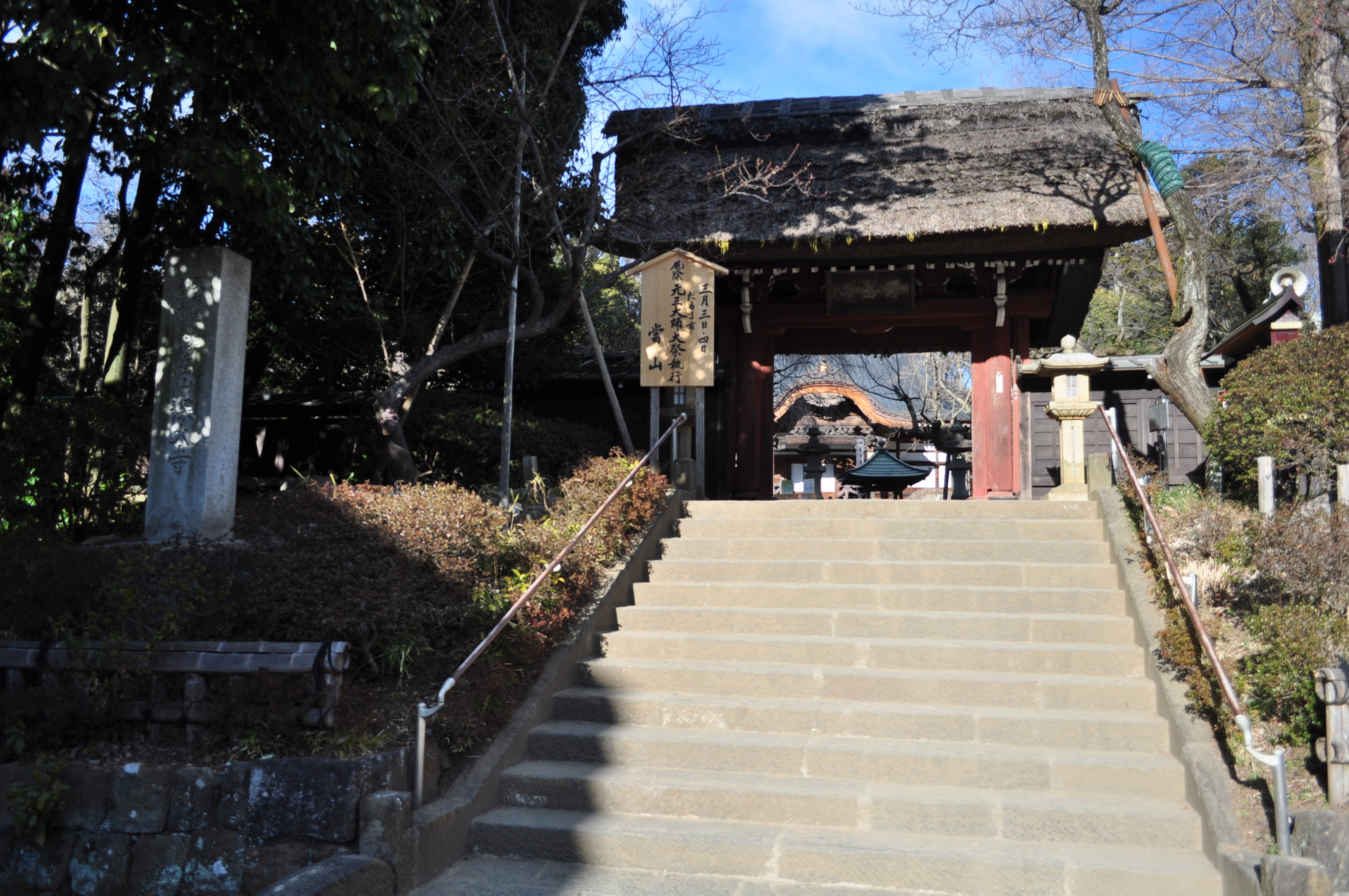
山門（2018年2月13日撮影）
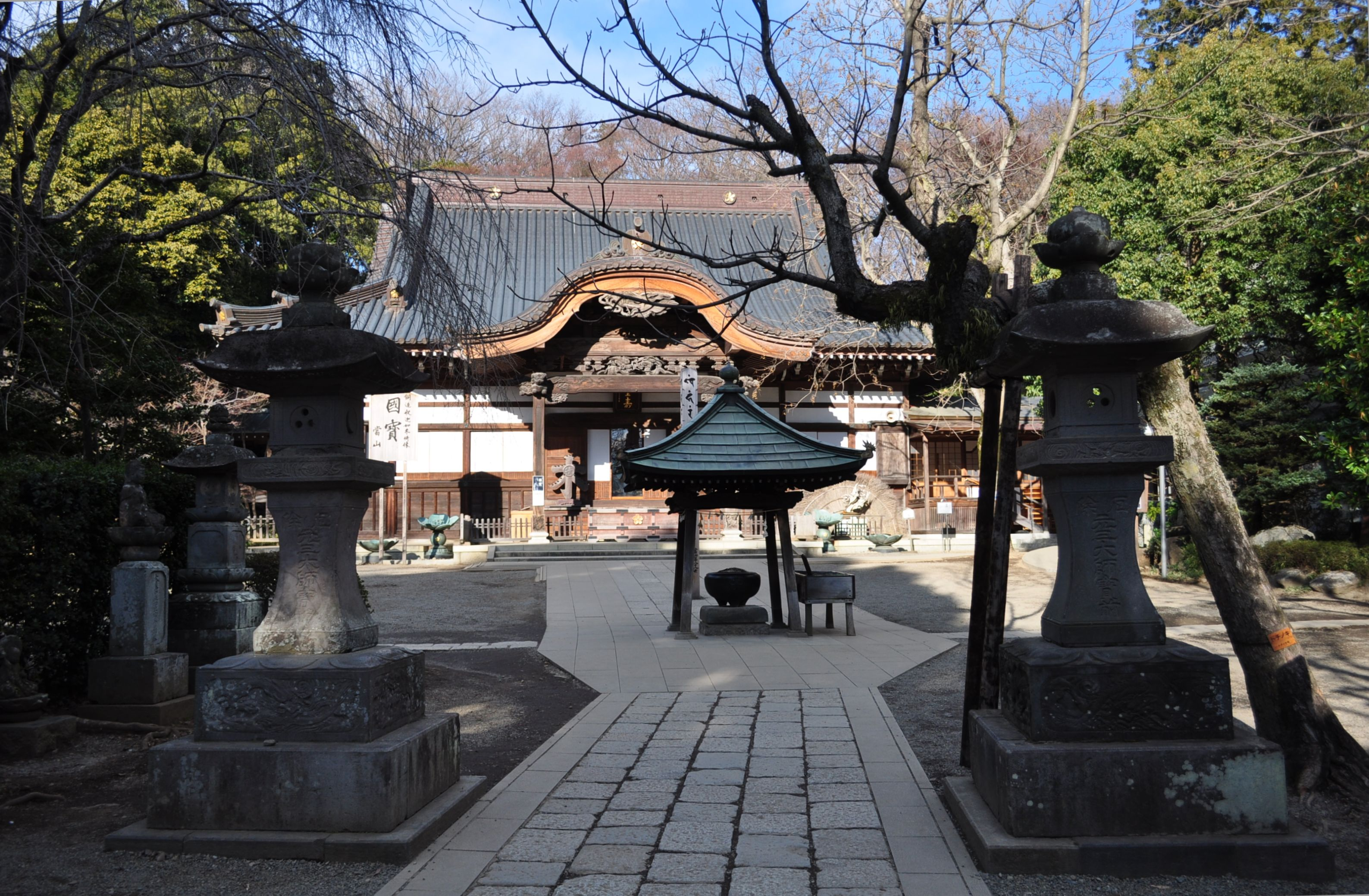
参道から本堂を見る（2018年2月13日撮影）
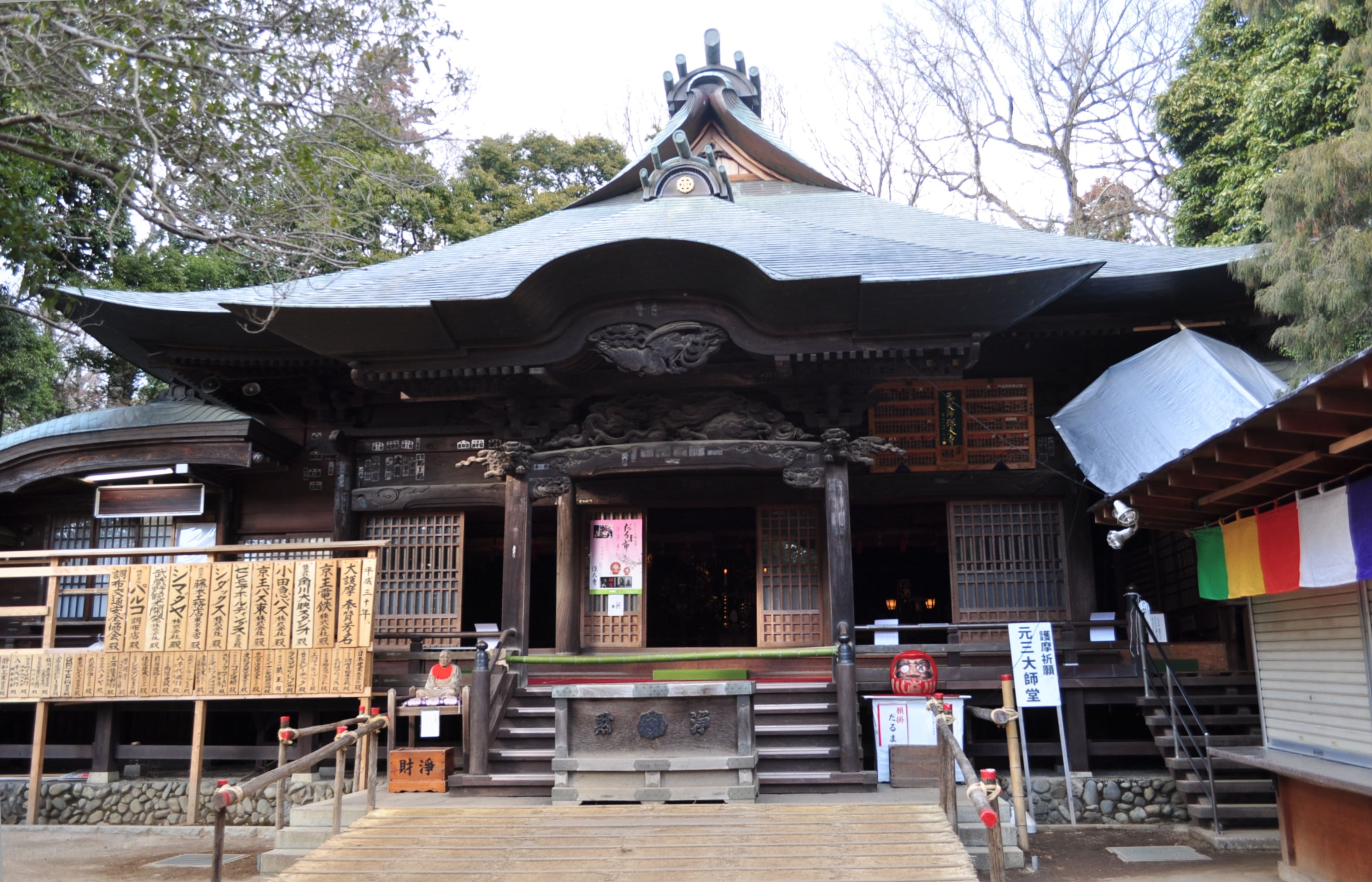
元三大師堂（2018年2月13日撮影）
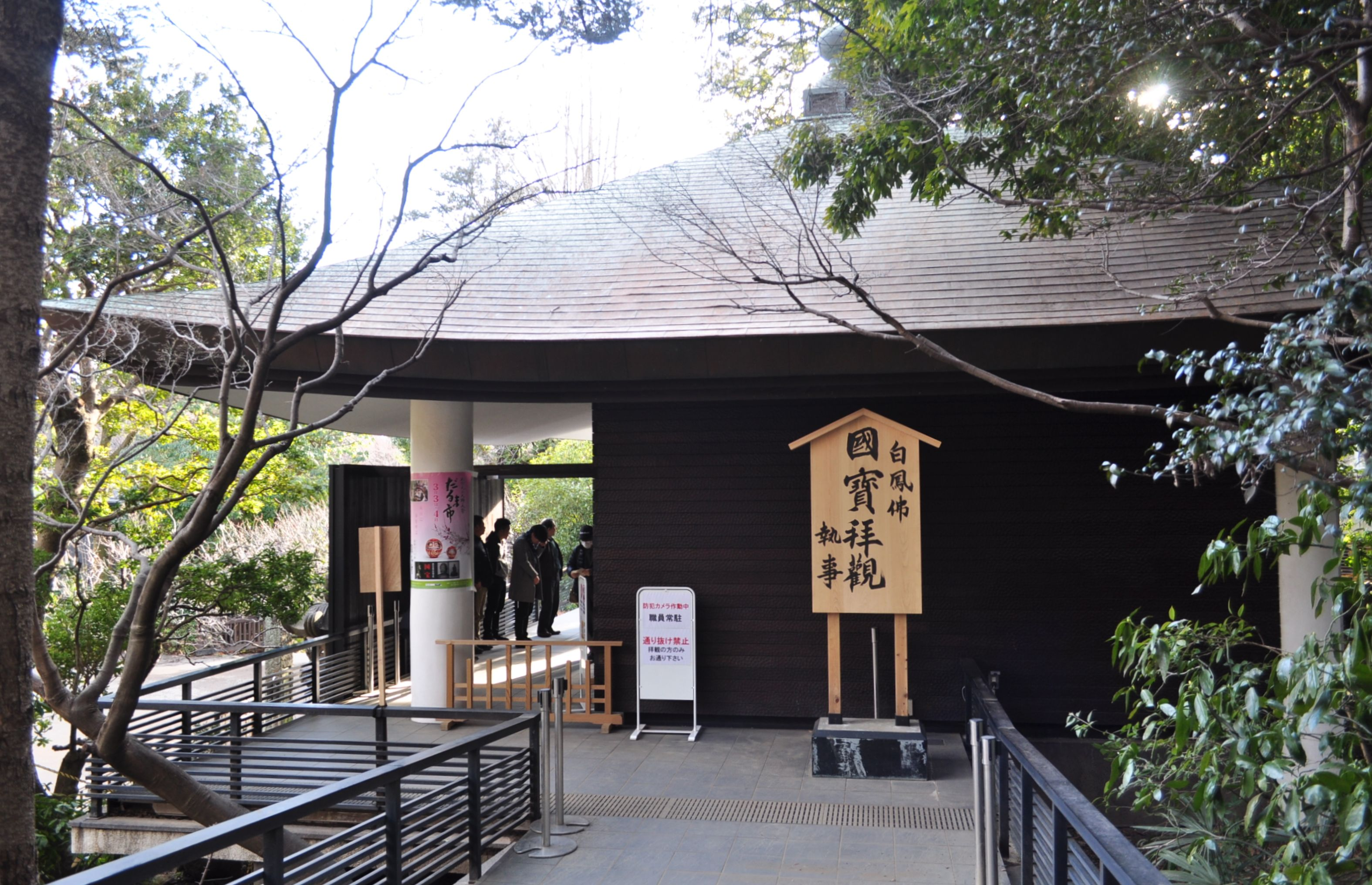
釈迦堂（国宝 白鳳仏）（2018年2月13日撮影）
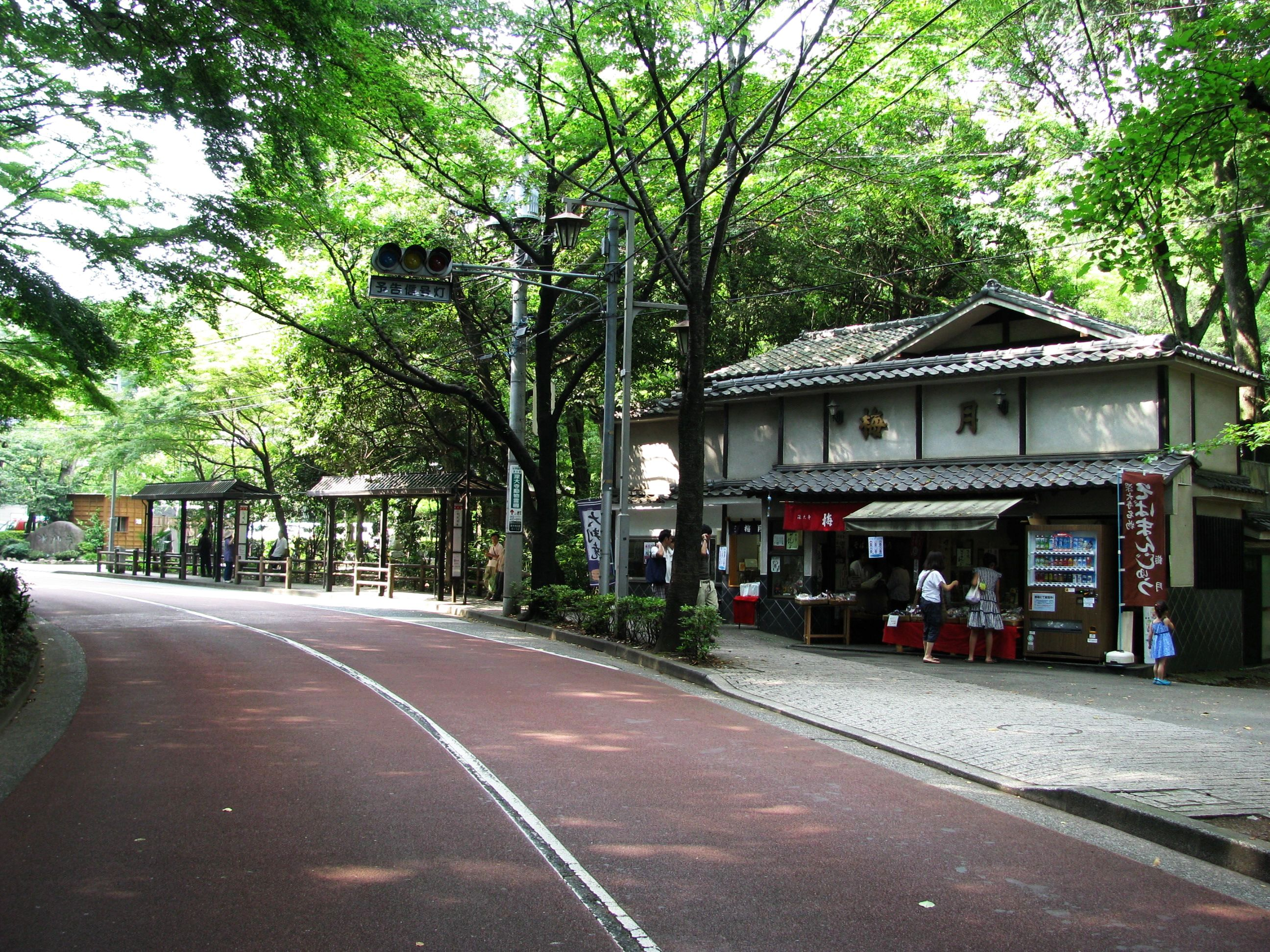
深大寺バス停付近の門前
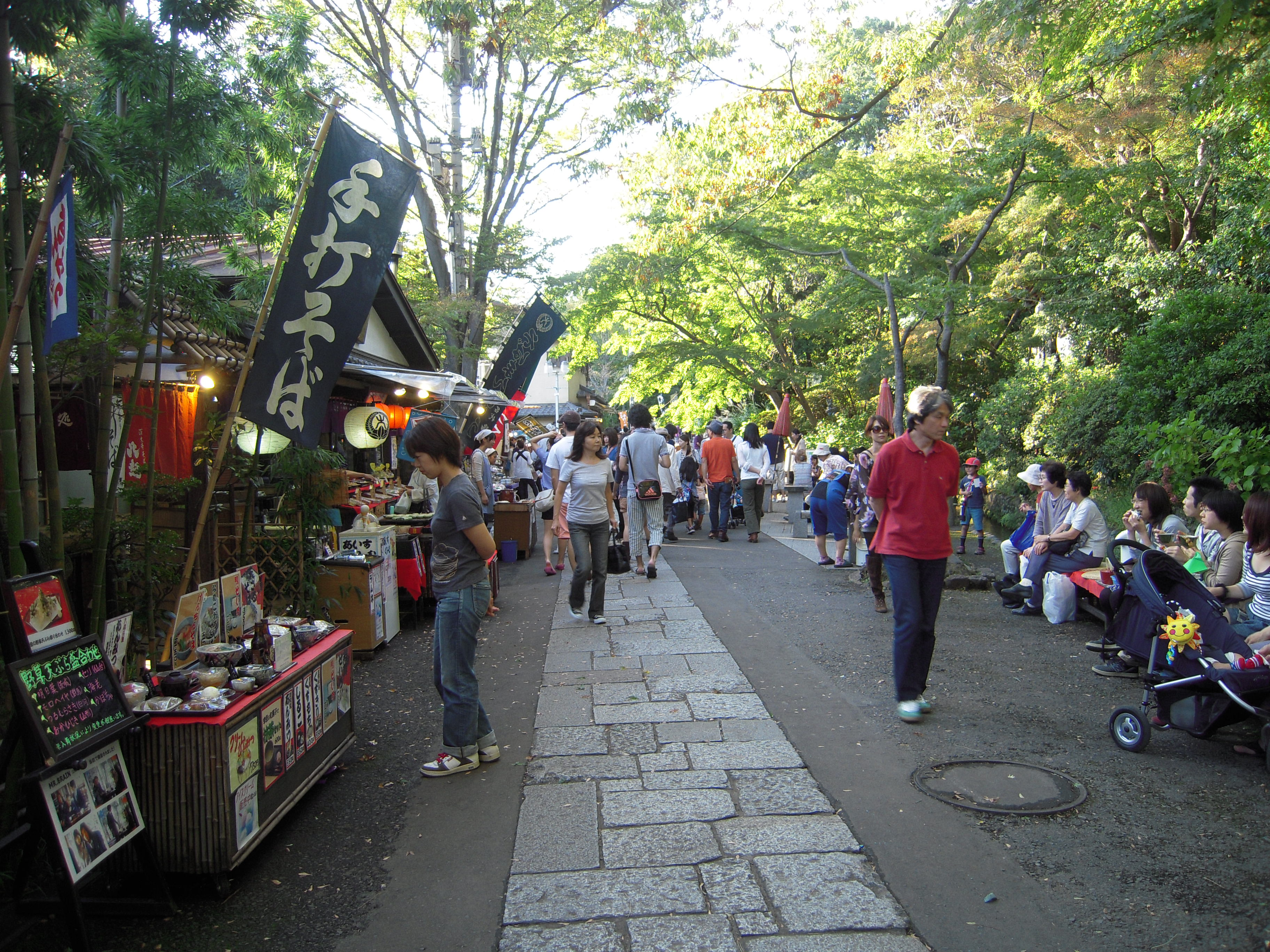
深大寺参道のにぎわい

## 水と深大寺
深大寺は湧水の多い国分寺崖線の崖面に抱かれるように立地し、現在でも境内に複数の湧水源を持つ。湧水を利用した「不動の滝」は「東京の名湧水57選」に選定されている。
門前町の側溝には多量の水が流れ、また周囲には神代植物公園の分園・水生植物園やわさび田を擁する都立農業高校神代農場など、谷戸地形と潤沢な水を利用した施設が広がっている。
崖線から湧き出す豊富な水は古くから田畑を潤し、人びとの素朴な信仰を集めてきた。深大寺によれば、水源地であるがゆえに霊場でもあったこの地が仏教の伝来以降あらためて注目され、“水神「深沙大王」”ゆかりの深大寺建立に至ったのではないかという。
「深大寺そば」が付近の名物として発達したのも水の恵みと無関係ではない。蕎麦の栽培、そば打ち、釜茹で、晒しに湧水が利用されただけでなく、水車を利用してのそばの製粉も行われてきた。

## 行事
厄除元三大師大祭（やくよけがんざんだいしたいさい）
毎年3月3日～4日に行われ、深大寺だるま市（日本三大だるま市の一つ）として知られている。寺最大の行事であり、300店程の店が軒を並べて10万人前後の人々が訪れる。江戸中期、300年前から存在すると言われる。願掛けの際に梵字で「ア」、願いが叶ったら「ウン」の字を入れる。お練り行列や元三大師御影供（がんざんだいしみえく）がとり行われる。
深大寺鬼燈まつり（ほおずき祭り）
毎年7月中旬（20日前後）に行われる。
ほおずき市を中心に手作り市やパフォーマンスライブステージ、東北地方などの物産展、調布よさこい、八観音めぐりなどが開催され、深大寺界隈全体で賑わう。
そば守観音供養祭
深大寺そばにちなみ、毎年10月中旬に行われる。

## 周辺スポット
門前町
山門の周辺は歩行者専用の門前町となっており、名物「深大寺そば」を食べさせる蕎麦屋多数のほか土産物屋などが並ぶ。
弁天池
門前近傍にある20 m×60 m、水深1.5 m程度の池。
2018年2月17日に濁りの改善や睡蓮など水草の再生を目指して初の掻い掘り（かいぼり）が檀家世話人会により実施された。当日までに水をほとんど抜き、100人以上のボランティアが池底にたまったヘドロを搬出。様々な魚類やスジエビ、モクズガニ、ヤゴ（トンボの幼虫）などの棲息が確認された。
神代植物公園
寺の北側に隣接して東京都立神代植物公園が広がり、最寄りの出入口として深大寺門が設けられている。
また、道路を挟んで寺の南東方向には谷戸地形があり、ここは同公園の分園・水生植物園として開放されている。
深大寺城址
水生植物園内に立地。城跡周辺は水生植物の見られる低湿地ではなく、台地状を呈している。

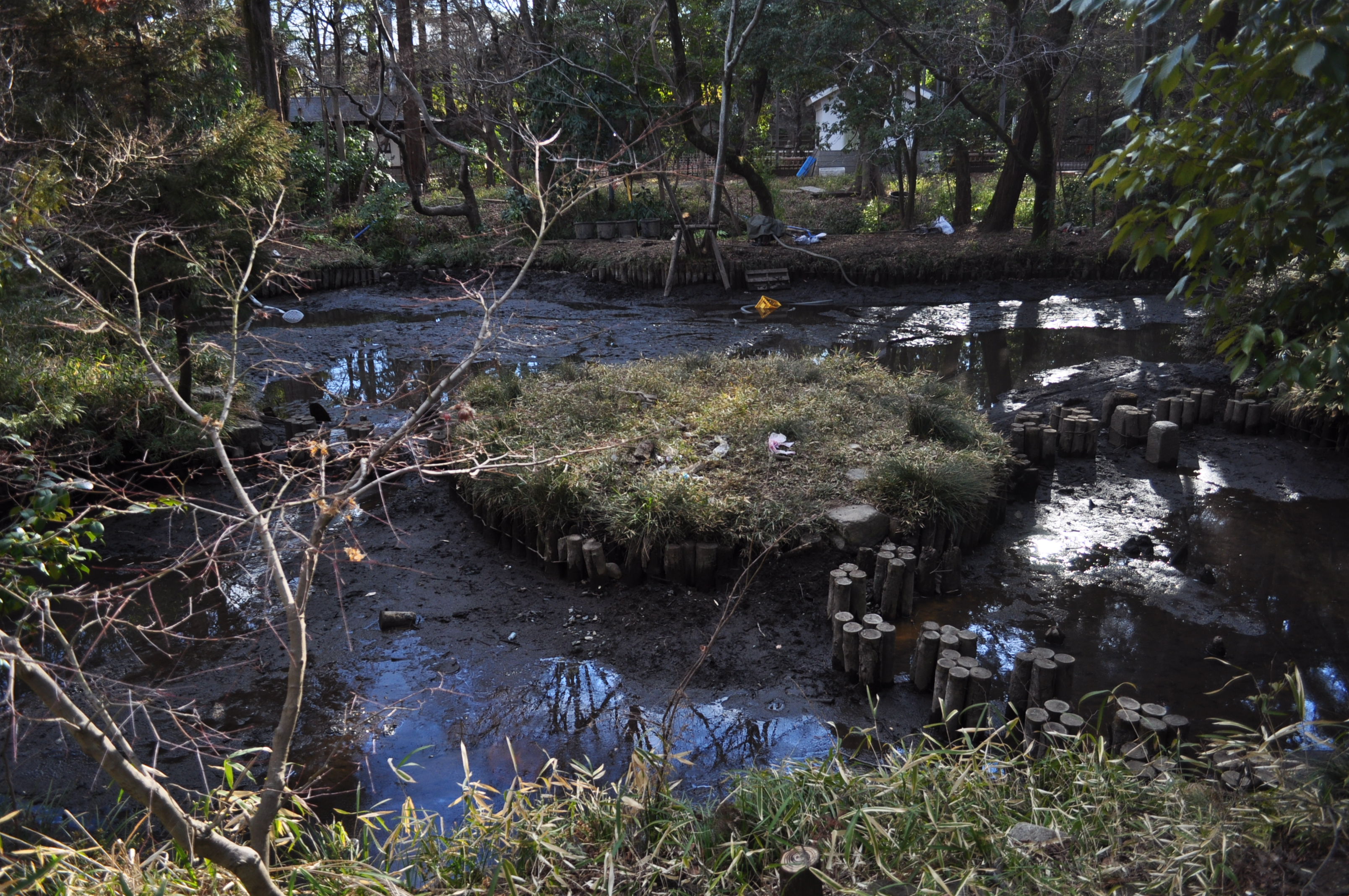
かいぼり実施中の弁天池（2018年2月13日撮影）

## アクセス
- 京王井の頭線  JR中央線快速  JR中央・総武線吉祥寺駅南口から、小田急バス 吉04 深大寺行き
- JR中央線快速  JR中央・総武線三鷹駅南口から、小田急バス 鷹65 深大寺行き
- 京王線調布駅北口から、京王バス 調34 深大寺行き
- 京王線つつじヶ丘駅北口から、京王バス 丘21 深大寺行き
- 京王線布田駅北口徒歩約3分 (甲州街道沿い)の布田バス停から、京王バス 調34 深大寺行き
- 京王線布田駅北口徒歩約3分 (甲州街道沿い)の布田バス停から、吉14吉祥寺駅行き・鷹66三鷹駅行き・調35杏林大学病院行き　(いずれも京王バス/小田急バス共同運行)　深大寺小学校下車徒歩3分

## ゆかりのある人物
- 中西悟堂
- 江藤潤

## 深大寺を舞台にしたフィクション
- 松本清張『波の塔』
- 畑中純『百八の恋』
- 宇佐美まこと『愚者の毒』
- 斉藤栄美『忍者KIDS』